# Rhyacophila bicolor
Rhyacophila bicolor är en nattsländeart som beskrevs av Douglas E. Kimmins 1953. Rhyacophila bicolor ingår i släktet Rhyacophila och familjen rovnattsländor. Utöver nominatformen finns också underarten R. b. doiangka.